# Geert Winther
Geert Henrik Winther f. Geert-Henric (20. november 1813 i Hundslund – 28. marts 1905 på Frederiksberg) var en dansk politiker og brandforsikringsbestyrer.

## Uddannelse
Geert Winther blev født 20. november 1813 i Hundslund ved Horsens og var søn af sognepræst Peter Winther (1764-1816) og Margrete f. Rasmussen. Han optoges 1825 i sin morbroder birkedommer Chr. Rasmussens hus på Vilhelmsborg og blev 1833 student fra Århus Skole. Han tog 1840 teologisk eksamen og 1844 magisterkonferens samt 1846 magistergraden med en afhandling om realskoler. Fra 1854 bar han titlen dr.phil. I årene 1835-45 ernærede han sig ved at forberede folk til studentereksamen. 1847 rejste han udenlands og opholdt sig i Paris under Februarrevolutionen; han kom samme år hjem og valgtes til den grundlovgivende rigsforsamling i Århus Amts 1. kreds imod J.P. Holst. Han blev senere i samme kreds uafbrudt valgt til Folketinget, som oftest uden medbejler, lige indtil 1884, da han vragedes for sønnen af hans gamle kampfælle Lars Bjørnbak. Endvidere valgtes han her 1864-66 til Rigsrådets Folketing og sad 1856-63 i Rigsrådet som valgt af folketingsmænd. Han sluttede sig straks til Venstre og særlig til A.F. Tscherning, gjaldt indtil 1866 som dennes politiske adjudant og var den egentlige leder for den gruppe af jyske bondevenner, der samledes om Tscherning. Efter at denne 1866 havde trukket sig tilbage fra det politiske liv, vedblev Winther at være gruppens leder, forbandt sig 1868 med sin gamle modstander J.A. Hansen og hans tilhængere til Det folkelige Venstre og gik også 1870 med til dannelsen af Det forenede Venstre; men allerede et års tid efter kom han på kant med partiets førere og trak sig tilbage fra partiet. Han stod i den følgende tid næsten ene i tinget eller kun med en ganske lille trop, af hvilken Søren Kjær var den vigtigste deltager.

## De første års politiske arbejde
I de første år spillede Winther kun en underordnet rolle og gjorde sig mest bemærket ved sine bidske udfald mod embedsmændene og ved sine klager over deres høje lønninger og lovhjemlede pensionsret. Desuden stillede eller understøttede han flere meget yderlige forslag, således om sagførernæringens frigivelse og om afskaffelse af al brændevinsafgift, samt fremkom med udtalelser, der stod i skærende modstrid med de mest almindelig godkendte opfattelser. I den grundlovgivende rigsforsamling ville han således hævde kongens fulde frihed til at vælge sine ministre samt til at stadfæste eller vrage de vedtagne love uden nogen ministers medvirkning – fornægtede altså helt parlamentarismen. Ligesom Tscherning sluttede han sig straks uforbeholdent til helstatstanken, og under forhandlingerne 1853-54 om Grundlovens indskrænkning fulgte han trolig sin mester lige til det øjeblik, da denne ved sin iver for at imødekomme ministeriets ønsker stødte selv sine mest trofaste tilhængere fra sig. Han stod fremdeles sammen med Tscherning i kampen mod Fællesforfatningen 1855, særlig på grund af dens indskrænkede valgret, og ligeledes i Rigsrådet 1856-63. Her indtog han dog en meget tilbagetrukken stilling, ja undlod endog at stemme ved flere af de vigtigste spørgsmåls afgørelse, således om Øresundsfondets oprettelse og om Københavns Søbefæstning; derimod stemte han 1863 imod Novemberforfatningen.

## Indflydelse i Folketinget
I mellemtiden var hans stilling i Folketinget blevet fastere. Han fik efterhånden sæde i flere vigtige udvalg, mest om lønnings- og skoleforhold, og siden 1858 næsten stadig i Finansudvalget. Han optrådte gerne som talsmand for de særlig jyske interesser i modsætning til København og var en afgjort modstander såvel af tværbanen som af den senere vedtagne østkystbane, ja gik endog så vidt i sin iver, at han 1858 udtalte om tværbanen, at han ville foretrække slet ingen jernbane at få i Nørrejylland frem for denne. I Rigsrådets Folketing 1864 rettede han stærke angreb på det nationalliberale parti, som var skyld i alle landets ulykker, fordi det havde hindret C.A. Bluhme i at løse opgaven med helstatens gennemførelse. Ondets rod fandt han i embedsstandens overvægt samt i den københavnske stemnings og hovedstadsbladenes skadelige indflydelse, og han erklærede sig rede til at støtte forslag til kongemagtens befæstelse, da han mindre frygtede denne end det oligarki, som man nu led under. Da Tscherning ikke havde sæde i den nævnte forsamling, blev Winther åbent fører for den ene gruppe, mest jyske bondevenner, og han var medlem så vel af det store politiske udvalg 1864 som af begge fællesudvalg 1865 om Grundlovens gennemsyn. Han kæmpede selvfølgelig imod alle væsentlige ændringer i Grundloven og søgte forgæves at bøde derpå ved at sikre Folketinget overvejende indflydelse på finansloven. 1867 var han medlem af tingets Forsvarsudvalg og arbejdede af yderste evne på at skrue forsvarsudgifterne ned; derimod ønskede han lige så lidt som tidligere Tscherning at afskaffe stillingsvæsenet. Senere havde han sæde i det store lønningsudvalg så vel som i Finansudvalget; men størst betydning i disse år fik han ved 1868 på ny at rejse spørgsmålet om tvungen fæsteafløsning, i det han derved nødte J.A. Hansen til igen at slutte sig til denne gamle bondevenlige tanke og således sprængte Oktoberforeningen. Winther havde vistnok selv været med til at kalde denne til live 1865, men ville ikke slutte sig til den.

## Senere politiske virke
Skønt Winther, efter at være trådt ud af Det forenede Venstre 1871, ikke længere var fører for nogen politisk gruppe, vedligeholdt han dog i de følgende år en ikke ringe personlig indflydelse i Folketinget uden at nyde synderlig tillid eller sympati. Han opnåede gentagne gange valg til Finansudvalget og enkelte andre vigtige udvalg (1872 ligeledes til den parlamentariske kommission om Vallø og Vemmetofte) og forstod også på anden måde at gøre sig gældende. Men han fik rigtignok samtidig ord for, endnu mere end tidligere, at bruge krogveje og intriger samt alskens underhåndsforbindelser til at fremme sine formål. Under de store politiske kampe i 1870'erne stod Winther gennemgående på den mådeholdne side og gik kun ugerne med til de afgørende skridt. Han blev ikke træt af at fremhæve, at man ikke kunde vente at tvinge Folketingets vilje igennem imod ministeriet, fordi Grundloven af 1866 havde skabt to indbyrdes modstridende ting uden at give noget middel til at tilvejebringe en endelig løsning på deres tvistemål. Man måtte derfor være varsom og tålmodig samt arbejde sig frem ved forhandling med det andet ting. Særlig vendte han sig imod Christen Berg, som allerede i 1860'erne havde søgt at undergrave hans indflydelse i Jylland, og hvis hele personlighed var ham fremmed og imod; han gjorde ham ligefrem ansvarlig for det politiske uføre, man var kommen ind i, fordi han 1865-66 havde medvirket til Grundlovens omdannelse, og talte åbent om hans «humbugspolitik». Af visnepolitikken var Winther en afgjort modstander.
Også efter at være blevet fjernet fra det politiske liv kredsede han stadig uden om det og havde ikke ringe del i at forberede forligsforsøgene. Ligeledes var han stærkt opsat på at finde en udvej, der kunne føre ud af de vanskeligheder, som modsætningen mellem de tvende ting måtte fremkalde, og således råde bod på Grundlovens formentlige hovedmangel. I mange år syslede han med en plan om at få dannet et stående udvalg for begge ting, der også skulde virke mellem samlingerne og på en gang forberede det fremtidige rigsdagsarbejde og øve et slags tilsyn med statsstyrelsen, altså lægge grund til en «rigsdagsparlamentarisme».
Sammen med 11.740 andre underskrivere opfordrede Winther i 1875 regeringen til at arbejde for oprettelse af en "Europæisk Voldgiftsdomstol", der skulle afgøre stridigheder landene imellem.

## Forsikringsmanden
Større og varigere indflydelse end som politiker har Winther øvet ved grundlæggelsen af tvende brandforsikringsforeninger for mindre landejendomsbesiddere i Nørrejylland, den ældste for løsøre fra august 1851, den anden for bygninger fra 1856. Han styrede dem begge med megen iver og dygtighed, henholdsvis til 1886 og 1882, og arbejdede især den første op til et betydeligt omfang. Han har derved ikke alene medvirket til at udvikle forsikringsvæsenet her hjemme, men tillige til at opdrage de jyske bønder til økonomisk organisation og selvstyre, og hans «brandkasser» har haft en lignende betydning, som Den sjællandske Bondestands Sparekasse fik under C.C. Albertis ledelse. Han forstod desuden snildt at knytte dem til det politiske liv som et led i partiorganisationen, i det han dels gav rigsdagsmænd, der samlede sig om Tscherning, del i foreningens styrelse, dels udsøgte nye rigsdagskandidater blandt de mænd, der i forvejen havde arbejdet i foreningens tjeneste som kredsstyrere. Han viste sig herved som en mester i politisk agitation. Ugebladet Nørrejysk Tidende, som han havde tilkøbt sig 1850, gjorde han til et organ for brandforsikringernes styrelse samtidig med, at det blev politisk talerør for Tscherning og hans meningsfæller. 1862 var Winther sammen med Tscherning og Lars Bjørnbak medstifter af Den jyske Folkeforening og senere dens formand indtil 1874.
I løbet af 1880'erne mistede Winther en større formue, fordi han uforsigtig ville støtte andre mænds uheldige spekulationer, og han blev nu henvist til at leve af den pension, der tilstodes ham fra de foreninger, han havde grundlagt. 1889 tilstod også Rigsdagen ham en årpenge, og i sin høje alder stræbte Winther senere med stor udholdenhed og nøjsomhed at afdrage den gæld, som hans hjælpsomhed havde pådraget ham.
6. november 1840 ægtede Winther Johanne Margrethe Nicoline Thomsen (f. 19. december 1819), datter af etatsråd, Nationalbankdirektør Jacob Thomsen (1771-1836) og Nicoline Hintze (1783-1859). Han døde 28. marts 1905.